# Macrobiotus dubius
Macrobiotus dubius är en djurart som tillhör fylumet trögkrypare, och som beskrevs av Murray 1907. Macrobiotus dubius ingår i släktet Macrobiotus och familjen Macrobiotidae. Inga underarter finns listade i Catalogue of Life.